# 7 × 73 mm vom Hofe
Die Patrone 7 × 73 Vom Hofe (auch 7x73 vH Belted) ist eine Büchsenmunition.

## Beschreibung
Die Patrone 7 × 73 Vom Hofe wird gelegentlich auch als 7 × 73 Vom Hofe Express oder als  7 × 73 Vom Hofe Super Express bezeichnet. Bei der Patrone steht die 7 für das Nennkaliber des Geschosses und die 73 für die Länge der Patronenhülse in mm. Die Patrone wurde im Jahr 1931 durch vom Hofe und seinen Partner Schnienmann für Mauser 98 Systeme entwickelt. Entsprechende Waffen wurden von der Firma Hoffmann in Berlin produziert. Nach 1936 produzierte vom Hofe auch Waffen in diesem Kaliber unter seinem eigenen Namen. Die Patrone konnte nicht die gleiche Popularität erlangen wie ihre Nachfolgerin, die 7 × 66 mm SE vom Hofe und wurde in der Nachkriegszeit nicht weiter produziert. Ungewöhnlich für einen deutschen Hersteller war die Verwendung eines Gürtels an der Hülse. Die etwas längere Patrone 7 × 75 Vom Hofe Super Express ist für Kipplaufwaffen geeignet.